# صرفة الموجئ (ردفان)

تعديل مصدري - تعديل

صرفة الموجئ هي إحدى قرى عزلة الحبيلين بمديرية ردفان التابعة لمحافظة لحج، بلغ تعداد سكانها 37 نسمة حسب تعداد اليمن لعام 2004.